# Satz von Peter-Weyl
Im mathematischen Teilgebiet der harmonischen Analyse verallgemeinert der Satz von Peter-Weyl, benannt nach Hermann Weyl und seinem Studenten Fritz Peter (1899–1949), die Fourierreihe für Funktionen auf beliebigen kompakten topologischen Gruppen.

## Darstellungen auf kompakten Gruppen
Sei {\displaystyle G} eine kompakte topologische Gruppe. Für einen komplexen Hilbertraum {\displaystyle H_{\pi }} heiße ein stetiger Gruppenhomomorphismus {\displaystyle \pi \colon G\to U(H_{\pi })} Darstellung der Gruppe, wobei {\displaystyle U(H_{\pi })} mit der schwachen Operatortopologie versehen sei. Es lässt sich nun zeigen, dass jedes solche {\displaystyle \pi } einen kompakten selbstadjungierten Vertauschungsoperator und damit als Eigenraum dieses Operators einen endlichdimensionalen, nichttrivialen invarianten Teilraum von {\displaystyle H_{\pi }} besitzt. Daher ist jede irreduzible Darstellung einer kompakten Gruppe endlichdimensional und jede Darstellung lässt sich als direkte Summe von solchen darstellen, besitzt also eine Zerlegung in irreduzible Darstellungen.
Von besonderem Interesse ist die linksreguläre Darstellung {\displaystyle \mathbf {L} \colon G\to U(L^{2}(G))}; diese ist durch {\displaystyle (\mathbf {L} (g)f)(x)=f(g^{-1}x)} definiert, wobei {\displaystyle g,x\in G} und {\displaystyle f\in L^{2}(G)} eine bezüglich des linksinvarianten auf {\displaystyle 1} normierten Haarmaßes quadratintegrierbare Funktion ist. Man kann zeigen, dass für jedes solche {\displaystyle f} die durch obige Formel gegebene Funktion {\displaystyle \mathbf {L} (g)f\colon G\rightarrow \mathbb {C} } wieder quadratintegrierbar ist und dass {\displaystyle \mathbf {L} (g)} zwei fast überall gleiche Funktionen wieder auf fast überall gleiche Funktionen abbildet, insgesamt also tatsächlich einen Operator auf {\displaystyle L^{2}(G)} bestimmt, dessen Unitarität man leicht nachweisen kann.
Analog ist die rechtsreguläre Darstellung durch {\displaystyle (\mathbf {R} (g)f)(x)=f(xg)} und die zweiseitige Darstellung durch {\displaystyle \mathbf {\mathbf {L} \times \mathbf {R} } \colon G\times G\to U(L^{2}(G)),\;((\mathbf {L} \times \mathbf {R} )(g,h)f)(x)=f(g^{-1}xh)} definiert.
Für jede Darstellung {\displaystyle \pi } und {\displaystyle u,v\in H_{\pi }} ist {\displaystyle \pi _{uv}\colon G\to \mathbb {C} ,\;g\mapsto \langle \pi (g)v,u\rangle }, genannt Matrixkoeffizient, eine beschränkte stetige Funktion (siehe Fourier-Stieltjes-Algebra).

## Fouriertransformation
Aus allen irreduziblen Darstellungen von {\displaystyle G} wähle man ein Repräsentantensystem {\displaystyle {\hat {G}}} bezüglich unitärer Äquivalenz. Einer jeden Darstellung {\displaystyle \pi \colon G\to U(H_{\pi })} entspricht eine Hilbertraum-Darstellung {\displaystyle \pi \colon L^{1}(G)\to L(H_{\pi })} der Banach-*-Algebra {\displaystyle L^{1}(G)} mit der Faltung (die sogenannte Gruppenalgebra), sodass für alle {\displaystyle u,v\in H_{\pi }} die Gleichung
{\displaystyle \langle \pi (f)u,v\rangle =\int _{G}\langle \pi (g)u,v\rangle f(g)\mathrm {d} g}
besteht.
Da das Haarmaß auf einer kompakten Gruppe endlich ist, ist {\displaystyle L^{2}(G)\subseteq L^{1}(G)}. Für eine Funktion {\displaystyle f\in L^{2}(G)} ist die Fouriertransformation nun definiert als {\displaystyle {\mathcal {F}}(f)=\left(\pi (f)\right)_{\pi \in {\hat {G}}}}, dabei ist {\displaystyle {\mathcal {F}}} eine Abbildung von {\displaystyle L^{2}(G)} in die orthogonale Summe
{\displaystyle H:=\bigoplus _{\pi \in {\hat {G}}}HS(H_{\pi })}
der Räume von Matrizen auf {\displaystyle H_{\pi }}, ausgestattet mit dem Hilbert-Schmidt-Skalarprodukt (dies ist im kompakten Fall stets möglich, da die Darstellungsräume endlichdimensional sind).

## Satz
Der Satz von Peter-Weyl besagt nun, dass die Fouriertransformation einer kompakten Gruppe bis auf gewisse konstante Faktoren unitär ist, und konstruiert die Umkehrabbildung. Genauer ist
{\displaystyle {\mathcal {F}}^{\prime }\colon L^{2}(G)\to H,\quad f\mapsto \left({\sqrt {\dim H_{\pi }}}{\mathcal {F}}(f)_{\pi }\right)_{\pi \in {\hat {G}}}}
unitär. Die Umkehrabbildung ist gegeben durch
{\displaystyle {\mathcal {F}}^{\prime *}\colon H\to L^{2}(G),\quad (T_{\pi })_{\pi \in {\hat {G}}}\mapsto \left(f\colon x\mapsto \sum _{\pi \in {\hat {G}}}{\sqrt {\dim H_{\pi }}}\operatorname {Tr} (T_{\pi }\pi (x)^{*})\right)},
wobei {\displaystyle \operatorname {Tr} } die Spur bezeichne und die Summe im Sinne unbedingter Konvergenz zu verstehen ist.

## Teilaussagen
Hier seien einige Teilaussagen angegeben, die mitunter zum Beweis herangezogen werden, und teilweise auch wiederum unmittelbar aus dem Satz von Peter-Weyl in der obigen Form folgen.
Die Räume {\displaystyle HS(\pi )} sind paarweise orthogonale Teilräume von {\displaystyle H}, somit sind auch die Unterräume {\displaystyle L_{\pi }^{2}:={\mathcal {F}}^{\prime *}(HS(\pi ))\subseteq L^{2}(G)} paarweise orthogonal und der Operator {\displaystyle U_{\pi }:={\mathcal {F}}^{\prime *}|_{HS(\pi )\to L_{\pi }^{2}}} ist ebenfalls unitär. Ist die Familie {\displaystyle (e_{i})} eine Orthonormalbasis von {\displaystyle H_{\pi }}, so ist die Familie aller dyadischen Produkte {\displaystyle (e_{i}\otimes e_{j})_{i,j}} eine Orthonormalbasis von {\displaystyle HS(H_{\pi })} und somit {\displaystyle (U_{\pi }(e_{i}\otimes e_{j}))_{i,j}=({\sqrt {\dim H_{\pi }}}\pi _{e_{i}e_{j}})_{i,j}} Orthonormalbasis von {\displaystyle L_{\pi }^{2}}. Sind dementsprechend Orthonormalbasen {\displaystyle (e_{i}^{\pi })_{i}} für jedes {\displaystyle \pi \in {\hat {G}}} gegeben, so bilden die Funktionen {\displaystyle ({\sqrt {\dim H_{\pi }}}\pi _{e_{i}^{\pi }e_{j}^{\pi }})_{\pi ,i,j}} eine Orthonormalbasis von {\displaystyle L^{2}(G)}.
Die Darstellung {\displaystyle \pi ^{2}\colon G\times G\to HS(H_{\pi })} sei definiert als äußeres Tensorprodukt mit der kontragredienten Darstellung, {\displaystyle \pi ^{2}:=\pi \otimes {\bar {\pi }}}, konkret:
{\displaystyle \pi ^{2}(g,h)T=\pi (g)T\pi (h)^{*}}.
Der Operator {\displaystyle U_{\pi }} ist nun ein Vertauschungsoperator zwischen {\displaystyle \pi ^{2}} und {\displaystyle \mathbf {L} \times \mathbf {R} }, d. h.
{\displaystyle (\mathbf {L} \times \mathbf {R} )(g,h)U_{\pi }=U_{\pi }\pi ^{2}(g,h)},
womit {\displaystyle \pi ^{2}} äquivalent zur zweiseitigen Darstellung eingeschränkt auf {\displaystyle L_{\pi }^{2}} ist. Wählt man {\displaystyle u\in H_{\pi }} fest und normiert, so ist das Bild des Operators
{\displaystyle U_{\pi }^{u}:=U|_{\left\{v\otimes u\mid v\in H_{\pi }\right\}}}
invariant unter der linksregulären Darstellung, der (bei Einschränkung des Bildraumes) unitäre Operator
{\displaystyle V_{\pi }^{u}:=U_{\pi }^{u}(v\mapsto v\otimes u)}
ist ein Vertauschungsoperator zwischen {\displaystyle \pi } und {\displaystyle \mathbf {L} }, {\displaystyle \mathbf {L} (x)V_{\pi }^{u}=V_{\pi }^{u}\pi (x)}. Somit ist jede irreduzible Darstellung einer kompakten Gruppe äquivalent zu einer Teildarstellung der linksregulären Darstellung. Die Multiplizität der Darstellung {\displaystyle \pi } in der linksregulären Darstellung, das heißt, wie oft sie in einer Zerlegung dieser in Irreduzible auftritt, ist gerade gleich der Dimension {\displaystyle \dim H_{\pi }} des Darstellungsraumes. Die Orthogonalprojektion {\displaystyle p\colon L^{2}(G)\to \operatorname {Im} (V_{\pi }^{u})=\operatorname {Im} (U_{\pi }^{u})} ist dabei durch eine Faltung gegeben, {\displaystyle f\mapsto f*U_{\pi }^{u}u={\sqrt {\dim H_{\pi }}}f*\pi _{uu}}. Diese Ergebnisse gelten völlig analog für die rechtsreguläre Darstellung, indem man {\displaystyle u\otimes v} statt {\displaystyle v\otimes u} und bei der Projektion die umgekehrte Faltung betrachtet.

## Beispiel
Sei {\displaystyle G=\mathbb {S} =U(1)} die Kreisgruppe. Da {\displaystyle \mathbb {S} } abelsch ist, ist jede irreduzible Darstellung ein Charakter, also eine Abbildung in die Kreisgruppe selbst. Diese sind gerade durch die Funktionen {\displaystyle \chi _{m}\colon x\mapsto x^{m}} für {\displaystyle m\in \mathbb {Z} } gegeben. Für {\displaystyle f\in L^{2}(\mathbb {S} )} und {\displaystyle u,v\in \mathbb {C} } gilt
{\displaystyle \chi _{m}(f)u{\bar {v}}=\langle \chi _{m}(f)u,v\rangle =\int _{\mathbb {S} }\langle \chi _{m}(x)u,v\rangle f(x)\mathrm {d} x=\int _{\mathbb {S} }\chi _{m}(x)u{\bar {v}}f(x)\mathrm {d} x}
und somit einfach {\displaystyle \chi _{m}(f)=\int _{\mathbb {S} }\chi _{m}(x)f(x)\mathrm {d} x}. Dies ist nichts anderes als der bekannte {\displaystyle m}-te Fourierkoeffizient zu {\displaystyle f}. Der Satz von Peter-Weyl liefert (da der Darstellungsraum {\displaystyle \mathbb {C} } eindimensional ist, sind keine weiteren Skalierungen vonnöten) die Unitarität dieser Transformation in den Raum {\displaystyle \bigoplus _{\mathbb {Z} }HS(\mathbb {C} )\cong \ell ^{2}(\mathbb {Z} )} sowie die Umkehrung
{\displaystyle (c_{m})_{m\in \mathbb {Z} }\mapsto \left(x\mapsto \sum _{m\in \mathbb {Z} }\operatorname {Tr} (\chi _{m}(f)\chi _{m}(x)^{*})=\sum _{m\in \mathbb {Z} }\chi _{m}(f)x^{-m}\right)}.